# Lưu Như Ý
Lưu Như Ý (chữ Hán: 劉如意, 208 TCN-194 TCN), tức Triệu Ẩn vương (赵隱王), là vua của hai nước chư hầu là Đại và Triệu của nhà Hán trong lịch sử Trung Quốc.

## Thân thế
Lưu Như Ý là con trai thứ ba của Hán Cao Tổ Lưu Bang với người vợ thứ là Thích phu nhân. Vua cha có nhiều vợ, ngoài hoàng hậu Lã Trĩ là mẹ của thái tử Lưu Doanh và công chúa Lỗ Nguyên, Hán Cao Tổ còn có sáu người thiếp khác, trong đó Thích phu nhân là người được yêu quý nhất, sinh ra Lưu Như Ý. Theo sử ký, Lưu Như Ý từ nhỏ đã thông minh dĩnh ngộ, được Cao Tổ yêu quý. Cao Tổ thường nói rằng Như Ý giống mình và muốn lập làm thái tử. Điều này khiến Lã hoàng hậu lo sợ và ghen ghét.

## Không được làm thái tử
Năm 200 TCN, Hán Cao Tổ phong Như Ý làm Đại vương cai quản đất Đại. Năm đó ông mới 9 tuổi. Năm 198 TCN, Lưu Bang truất bỏ ngôi Triệu vương của con rể Trương Ngao, cải phong Như Ý làm Triệu vương.
Hán Cao Tổ biết thái tử Lưu Doanh nhân đức nhưng không đủ cứng rắn nên định phế bỏ, cộng với việc Thích phu nhân được sủng ái nên Cao Tổ muốn cho Như Ý lên thay.
Lã hậu lo lắng, nhờ Lưu hầu Trương Lương đang làm thiếu phó giúp Lưu Doanh. Nhờ Trương Lương giúp, Lưu Doanh mời được 4 hiền sĩ trong thiên hạ mà Hán Cao Tổ không sao mời nổi.
Năm 195 TCN, Hán Cao Tổ ốm nặng, muốn thay thái tử, nhưng đến khi ăn tiệc, thấy thái tử Doanh đứng chầu cùng bốn người là Đông Viên Công, Giác Lý tiên sinh, Ỷ Lý tiên sinh, Hạ Thạch Công. Lưu Bang kinh ngạc, hỏi ra mới biết là các hiền sĩ mà bấy lâu mình mời không được. Hán Cao Tổ thấy Lưu Doanh mời được 4 hiền sĩ, bèn bỏ ý định thay ngôi thái tử, Thích phu nhân không ngăn cản được. Hán Cao Tổ cử tướng Chu Xương làm tướng quốc nước Triệu giúp đỡ Như Ý.

## Chết trong tay Lã hậu
Năm 194 TCN, vua cha Hán Cao Tổ Lưu Bang qua đời, Lưu Doanh lên nối ngôi, tức Hán Huệ Đế. Lã hoàng hậu trở thành Hoàng Thái hậu, nắm quyền triều chính, hết sức oán giận Thích phu nhân và Triệu vương Như Ý, không cho Thích phu nhân đến nước Triệu, sai giam bà ở cung Vĩnh Hạng rồi sai sứ triệu Lưu Như Ý đến.
Sứ giả của Lã hậu triệu tập, tướng quốc Chu Xương biết ý Lã thái hậu, nói Triệu vương bị ốm không đi được. Lã thái hậu cả giận, bèn sai người gọi Chu Xương về. Chu Xương về đến Trường An, thái hậu lại sai người mời Triệu vương lần nữa. Lần này Lưu Như Ý chịu đến. Hán Huệ Đế biết thái hậu muốn giết ông, bèn thân hành đón Như Ý ở Bá Thượng, rồi cùng vào cung, luôn luôn kèm Triệu vương, lúc Như Ý đi đứng, ăn uống, Huệ Đế đều ở bên cạnh, thái hậu muốn giết Như Ý nhưng không dám ra tay.
Tháng 12 năm 194 TCN, Hán Huệ đế buổi sớm ra đi săn bắn, định gọi Như Ý đi cùng nhưng Như Ý chưa dậy. Huệ Đế bèn đi một mình. Lã Thái hậu nghe tin Như Ý ở một mình, bèn sai người mang thuốc độc đến ép Như Ý uống. Lúc mờ sáng, Huệ Đế trở về thì Như Ý đã chết. Năm đó ông mới 15 tuổi. Mẹ Như Ý là Thích phu nhân sau cũng bị trả thù tàn độc.
Lã thái hậu lập em ông là Lưu Hữu làm Triệu vương. Hai vị Triệu vương tiếp theo đều bị Lã hậu hại chết.

## Gia đình
- Cha: Hán Cao Tổ Lưu Bang
- Mẹ: Thích phu nhân
- Anh
  - Tề Điệu Huệ vương Lưu Phì
  - Lưu Doanh tức là Hán Huệ Đế
- Chị
  - Công chúa Lỗ Nguyên
- Em
  - Lưu Hằng sau này là Hán Văn Đế
  - Triệu Cung vương Lưu Khôi
  - Triệu U vương Lưu Hữu
  - Hoài Nam Lệ vương Lưu Trường
  - Yên Linh vương Lưu Kiến